# Milyas (Verwalter des Demosthenes)
Milyas (altgriechisch Μιλύας) war ein Sklave, später möglicherweise Freigelassener im Haushalt des antiken Redners Demosthenes. Er lebte im 4. Jahrhundert v. Chr. in Athen. Er ist bekannt aus Demosthenes’ Reden gegen Aphobos. Mit diesen drei Gerichtsreden ging Demosthenes in eigener Sache gegen seinen ehemaligen Vormund Aphobos vor, dem er vorwarf, Teile des Familienvermögens unterschlagen zu haben. Milyas war ein potenzieller Zeuge und Mitbeschuldigter des Gerichtsprozesses. Seine Rolle im Prozess gibt Aufschluss über den Status von Sklaven und Freigelassenen sowie über das Vermögensrecht im antiken Athen. Über Milyas’ restliches Leben ist aus den Quellen wenig zu erschließen.

## Hintergrund
Nach dem frühen Tod seines Vaters wuchs Demosthenes unter der Vormundschaft dreier Männer auf, darunter Aphobos. Sie verwalteten auch den Besitz der Familie. Aphobos war für den Familienbetrieb, eine Waffenmanufaktur, zuständig. Als Demosthenes seine Mündigkeit erreicht hatte, forderte er das Vermögen der Familie zurück. Dabei warf er Aphobos vor, einen Teil der Einnahmen unterschlagen zu haben. Aphobos hatte während einer zweijährigen Abwesenheit aus Athen seine Aufgaben auf Milyas übertragen. Daher verwies er auf Milyas und behauptete, dieser sei für die Unregelmäßigkeiten in den Finanzen des Betriebs verantwortlich.

## Milyas’ Status und Rolle im Prozess
Aphobos verlangte von Demosthenes, Milyas zum Verhör unter Folter freizugeben. Dies zeigt, dass er ihn als Sklaven ansah, denn Zeugenaussagen von Sklaven mussten zu dieser Zeit in Athen unter Folter gemacht werden, um vor Gericht als Beweismittel zugelassen zu werden. Demosthenes bestritt, dass Milyas ein Sklave sei, und berief sich darauf, dass sein Vater Milyas kurz vor seinem Tod freigelassen habe. Milyas’ Folter anzuordnen stünde also nicht in seiner Macht. Demosthenes zog seine Mutter Kleobule sowie drei Sklavinnen des Haushalts als Zeuginnen heran, um Milyas’ Freilassung durch seinen Vater zu beweisen. Er bestritt außerdem, dass Milyas Wissen über den Verbleib des Geldes besitzen konnte, und setzte sich so gegen dessen Folter ein. Dies ist eines der wenigen aus der Antike bekannten Argumente gegen die Folter vor Gericht. Demosthenes wollte offensichtlich Milyas nicht verhören lassen. Dabei ist unklar, ob er eine für sein Prozessziel ungünstige Zeugenaussage befürchtete oder ob er seinem vertrauten Mitarbeiter die Folter ersparen wollte. Demosthenes war aber offenbar nicht grundsätzlich gegen die Folter, da er drei seiner Sklavinnen als Zeuginnen anbot und folglich bereit war, deren Folter zu erlauben.
Demosthenes gewann den Prozess gegen Aphobos, Milyas’ Status wurde dabei aber nie vollkommen aufgeklärt und ist bis heute Gegenstand einer Forschungsdiskussion. Douglas M. MacDowell geht davon aus, dass Milyas – wie von Demosthenes in seiner Rede behauptet – tatsächlich von Demosthenes’ Vater freigelassen wurde, wahrscheinlich als Belohnung für gute Arbeit. Dagegen argumentiert Gerhard Thür, Milyas sei wahrscheinlich nicht freigelassen worden, sondern der Vater habe nur gewünscht, dass dies bald geschehen solle. Wäre er freigelassen worden, hätte dies öffentlich bekanntgegeben werden müssen und Milyas hätte als Metöke Steuern zahlen müssen; dies wäre gegenüber dem Gericht leicht nachzuweisen gewesen, kommt aber in Demosthenes’ Rede nicht vor. In diesem Fall hätte Milyas einen für einen Sklaven ungewöhnlichen großen Handlungsspielraum gehabt und auffallend viel Verantwortung getragen. Die Tatsache, dass sein Status als Sklave überhaupt bestritten werden konnte, deutet darauf hin, dass sich im Fall einer Freilassung an seinen Lebensumständen, seiner Tätigkeit und seinem Wohnort nicht zwingend etwas geändert hätte und es als normal galt, dass er als Freigelassener weiterhin im Dienst der Familie blieb.